# 應收帳款
應收帳款（简称：应收），是一項會計科目；專指因出售商品或勞務，進而對顧客所發生的債權。
許多應收帳款的細項有助於進行分析：
- 與銷售相關之應收帳款：其增加可能表示該公司對於針對其客戶的現金回收存在問題。[1]
- 坏账準備金。
- 信用風險。